# Plessé
Plessé (tiếng Breton: Plesei) là một xã thuộc tỉnh Loire-Atlantique, trong vùng Pays de la Loire ở phía tây nước Pháp. Xã này nằm ở khu vực có độ cao từ 1-66 mét trên mực nước biển. Theo điều tra dân số năm 2006 của INSEE, xã có dân số 3938 người.